# Estación Paseo de las Letras
La Estación Paseo de las Letras, es una estación de la línea 1 del servicio de Transmetro que opera en la Ciudad de Guatemala. Está ubicada entre a 8 avenida y 19 calle de la zona 1 capitalina.Inició sus operaciones el 19 de febrero de 2018, esto como parte de una ampliación de la línea 1 del centro histórico.